# Izbica (przystanek kolejowy)
Izbica – kolejowy przystanek osobowy w mieście Izbica, w województwie lubelskim, w Polsce. Przystanek leży na linii kolejowej nr 69 Rejowiec – Hrebenne. Znajduje się tu 1 peron. 
Izbica to dawna stacja kolejowa, powstała w roku 1915, która została w roku 2015 zamknięta dla potrzeb technicznych i zdegradowana do funkcji ładowni z przystankiem osobowym. Znajdują się tu 3 tory boczne, z których dwa zakończone są kozłami oporowymi, jeden z nich prowadzi do placu ładunkowego, natomiast drugi do rampy z magazynem, przy czym dojazd do rampy został już zlikwidowany na wysokości odgałęzienia toru, wszystkie rozjazdy posiadają napęd ręczny.
W czasie II wojny światowej, ze względu na istnienie w Izbicy żydowskiego getta tranzytowego stacja kolejowa w Izbicy była miejscem odprawy Żydów, którzy byli transportowani stąd do obozów zagłady. 
Do grudnia 2011 roku obsługa podróżnych odbywała się z niskiego, ziemnego peronu, położonego na wysokości budynku dworca, w części stacji od strony Zawady, kiedy to zakończono budowę nowego peronu, który został przeniesiony znacznie bliżej centrum miejscowości (w kierunku północnym), w okolice istniejącego dworca autobusowego.

## Ruch pasażerski
| Rok  | Wymiana pasażerska na dobę |
| ---- | -------------------------- |
| 2017 | 10-19                      |
| 2022 | 20-49                      |